# HMS Graph (P715)
El HMS Graph (P715) fue un submarino británico del tipo VII C alemán. Su designación original fue U 570, antes de ser capturado por la Marina Real y rebautizado como HMS Graph (P715). Fue el único submarino alemán que combatió en los dos bandos de la Segunda Guerra Mundial.

## U 570
U 570 fue construido el 21 de mayo de 1940 en los astilleros Blohm & Voss en Hamburgo y puesto bajo el mando del kapitänleutnant Hans-Joachim Rahmlow el 15 de mayo de 1941. Fue destinado durante tres meses a la 3. Unterseebootsflottille en Kiel mientras se entrenaba a la tripulación, antes de ser enviado al frente junto a Trondheim. El 23 de agosto de 1941 el submarino abandonó Trondheim para operar en el Atlántico Norte. Se estableció en su base definitiva de La Pallice.

## La captura

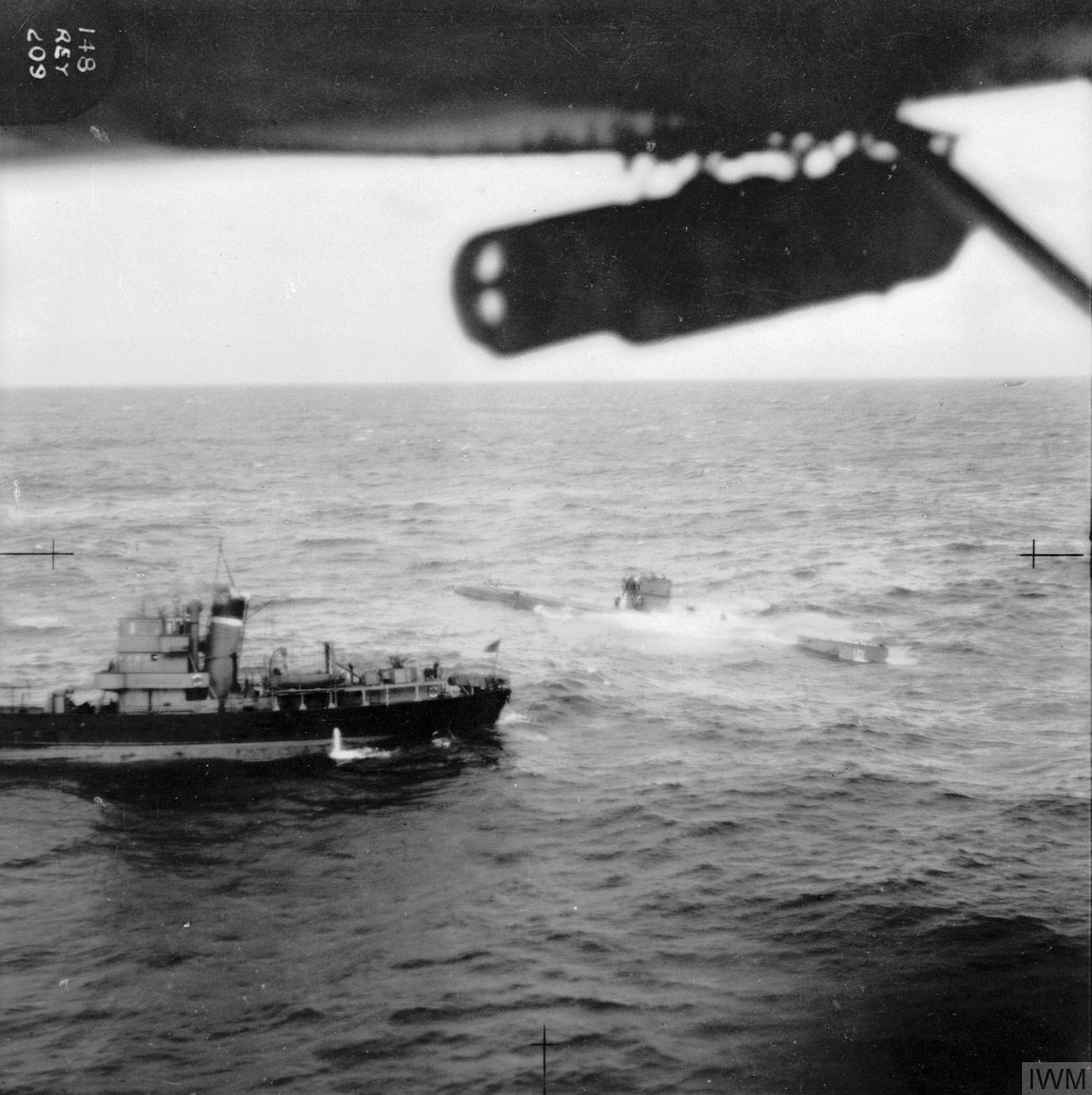
El U-570 cerca de uno de los arrastreros de la Royal Navy, fotografiados desde un Catalina del 209 Escuadrón de la RAF.

Tras cuatro días y once horas en el mar Rahmlow decidió que el submarino, que se encontraba en la posición 62°15′N 18°35′O / 62.250, -18.583 al sur de Islandia emergiese a profundidad de periscopio. El periscopio no mostró ninguna amenaza, así que Rahmlow decidió emerger el submarino completamente antes de un nuevo viaje, pero se encontraba bajo un Lockheed Hudson, bombardero del RAF Coastal Command, pilotado por el líder de escuadrón J. H. Thompson, que volaba desde Islandia. Thompson no había descubierto el periscopio, pero reaccionó a la emersión lanzando cuatro cargas de profundidad, que dañaron ligeramente al submarino. El ataque, completamente inesperado, causó el pánico a la inexperta tripulación. En su segunda pasada Thompson supuestamente vio que desde la torreta del submarino ondeaba una bandera blanca en señal de rendición, algo que el comandante alemán negó más tarde. Thompson interrumpió el ataque, el primero exitoso de un Lockheed Hudson contra un submarino alemán, y telegrafió a su base para obtener nuevas instrucciones. Recibió la orden de seguir observando al submarino mientras se acercaba un barco al submarino averiado, lo que ocurrió una hora más tarde. Hacia la tarde Thompson se quedó sin combustible y fue relevado por un hidroavión PBY Catalina. Dos horas más tarde del ataque el primer barco aliado, la trainera armada HMS Northern Star , alcanzó al submarino. El mal tiempo impidió la toma del submarino, así que esperaron a refuerzos. Por la noche llegaron a la zona los cazasubmarinos HMS Kingston Agate, HMS Windermere y HMS Wastwater y el destructor HMS Burwell . Por último llegó el destructor canadiense HMCS Niagara, y se pudo tomar el submarino.
A causa del largo tiempo transcurrido entre el ataque aéreo y la llegada de los barcos los aliados obtuvieron pocos secretos con esta operación. La tripulación del U 570 lo había destruido todo y había echado por la borda la máquina Enigma. No fue hasta la captura del U-110 cuando se descubrieron estos secretos. Cuando la tripulación abandonó el submarino relativamente poco dañado, éste seguía siendo operativo. Los Aliados obtuvieron con esta operación importantes conocimientos técnicos sobre los submarinos alemanes, especialmente sobre su inesperada gran profundidad de inmersión, lo que hizo que se reajustara la profundidad a la que detonaban las cargas de profundidad de 120 a 200 metros.

## De la Kriegsmarine a la Royal Navy
El submarino fue remolcado hasta Thorlakshafn, en Islandia donde fue embarrancado provisionalmente, hasta que el 5 de septiembre fue remolcado hasta Hvalfjord, donde fue reparado provisionalmente. A continuación el día 29 fue remolcado por el HMS Hecla hasta Barrow-in-Furness, y de allí al puerto de Cavendish, el astillero donde se construyó la mayoría de los submarinos, donde fue reparado por completo. En septiembre de 1942 fue puesto bajo mando del Lt. Cdr. G. R. Calvin. La mayor parte del tiempo estuvo dispuesto como instalación para la instrucción, aunque se empleó en muchas operaciones, sobre todo asegurando convoyes. En estas acciones el submarino llevaba una gran bandera de la Marina Real.
El 21 de octubre la atalaya del HMS Graph avistó a su submarino hermano U-333 en el Golfo de Vizcaya. El submarino alemán se encontraba de vuelta de un combate con el destructor de escolta británico HMS Crocus sumamente dañado. El U-333 vio los cuatro torpedos tan pronto, que pudo hacer una maniobra evasiva.
El 31 de diciembre de 1942 el HMS Graph avistó al crucero pesado Admiral Hipper, que volvía a su base en Noruega. El HMS Graph no pudo permanecer en posición de ataque debido a la alta velocidad del crucero. Tres horas más tarde avistó dos destructores alemanes, uno de los cuales remolcaba al otro. Sin embargo, los torpedos fallaron su blanco, aunque la tripulación oyó las explosiones y un vuelo de reconocimiento encontró por la mañana manchas de petróleo en el mar.
En 1943 fue revisado en Chatham. Los defectos no podían subsanarse a causa de la falta de repuestos, así que el submarino fue puesto fuera de servicio en febrero de 1944. El 20 de marzo de 1944 fue remolcado a la costa este de la isla escocesa de Islay por el HMS Allegiance. En 1947 se empleó para hacer pruebas con cargas de profundidad.
Una de las banderas de la Kriegsmarine del U 570 fue obsequiada al piloto que avistó el submarino como trofeo. En la actualidad se encuentra en el museo de la Real Fuerza Aérea de Hendon.